# 庫季 (布羅德區)
50°9′32″N 24°52′35″E / 50.15889°N 24.87639°E
庫季（烏克蘭語：Кути），是烏克蘭西部的村莊，隸屬利維夫州的佐洛奇夫區。該村始建於600年，面積0.14平方公里，海拔高度224米，2001年人口50，人口密度每平方公里357.14人。